# Alvógébfélék
Az alvógébfélék (Odontobutidae) a sugarasúszójú halak (Actinopterygii) osztályába és a sügéralakúak (Perciformes) rendjébe tartozó család.

## Rendszerezés
A családba az alábbi nemek és fajok tartoznak:
- Micropercops
  - Micropercops borealis
  - Micropercops cinctus
  - Micropercops dabryi
  - Micropercops swinhonis
- Neodontobutis
  - Neodontobutis aurarmus
  - Neodontobutis hainanensis
  - Neodontobutis macropectoralis
  - Neodontobutis tonkinensis
- Odontobutis
  - Odontobutis haifengensis
  - Odontobutis hikimius
  - Odontobutis interrupta
  - Odontobutis obscura
  - Odontobutis platycephala
  - Odontobutis potamophila
  - Odontobutis sinensis
  - Odontobutis yaluensis
- Perccottus
  - amurgéb (Perccottus glenii)
- Sineleotris
  - Sineleotris chalmersi
- Sineleotris namxamensis
- Terateleotris
  - Terateleotris aspro